# Acrisione
Acrisione – rodzaj roślin z rodziny astrowatych (Asteraceae). Obejmuje dwa gatunki drzew i krzewów występujących w środkowej części Chile.

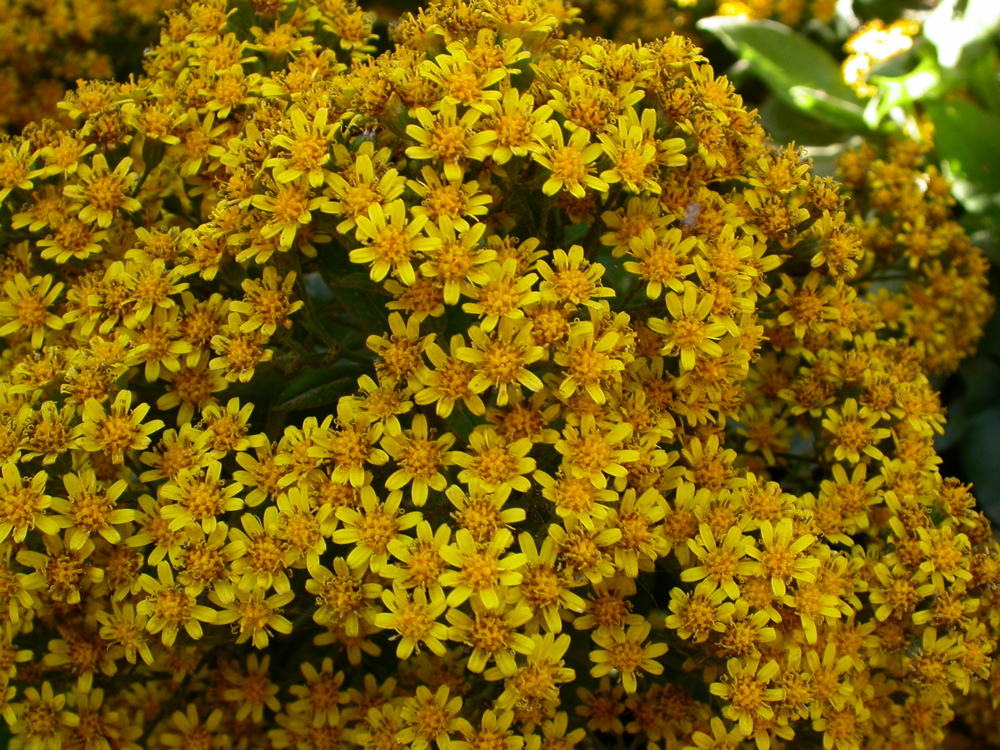
Kwiatostan Acrisione denticulata

## Systematyka
Pozycja według APweb (aktualizowany system APG III z 2009)
Jeden z rodzajów plemienia Senecioneae z podrodziny Asteroideae w obrębie rodziny astrowatych (Asteraceae) z rzędu astrowców (Asterales) należącego do dwuliściennych właściwych.
Wykaz gatunków
- Acrisione cymosa (Remy) B.Nord.
- Acrisione denticulata (Hook. & Arn.) B.Nord.